# The Wolf’s Call – Entscheidung in der Tiefe
The Wolf’s Call – Entscheidung in der Tiefe (Originaltitel: Le chant du loup), deutscher Alternativtitel Das Heulen des Wolfs, ist ein französischer Action-Thriller von Antonin Baudry aus dem Jahr 2019.

## Handlung
An der syrischen Küste sind bei Tartus vier Kampfschwimmer der französischen Marine von feindlichen Truppen umgeben. Die Titane, ein atomgetriebenes Jagd-U-Boot der französischen Forces Sous-Marines unter der Leitung von Kapitän Grandchamp, hat die Aufgabe, die vier Männer sicher an Bord zu nehmen. An Bord ist auch der junge Sonar-Akustiker Chanteraide, der beim Erkennen von Geräuschen ungewöhnlich begabt ist (im französischen Militärjargon „Oreille d'or“ = Goldohr). Kurz bevor die Kampfschwimmer aufgenommen werden, zeigt sich ein feines Signal auf dem Sonar, das jedoch nicht eindeutig interpretiert werden kann – Chanteraide meint, vier Schraubenflügel zu erkennen, allerdings für ein Überwasserschiff zu leise und U-Boote mit vierflügeliger Schraube sind unbekannt. Unter dem Druck der Kameraden, schnell zu analysieren, legt sich Chanteraide darauf fest, dass es sich nicht um ein feindliches Signal handelt, sondern vermutlich nur um ein Lebewesen. Die Kampfschwimmer sind bereits im Meer unterwegs zum U-Boot, als deutlich wird, dass es sich bei dem Signal um ein feindliches U-Boot handelt, das die Position der Titane an eine ebenfalls anwesende iranische Fregatte weitergibt. Diese lässt die Titane durch ihren Kampfhubschrauber attackieren. Grandchamp gelingt es in letzter Sekunde, den Hubschrauber per Panzerfaust abzuschießen.
Zurück in Frankreich wird Chanteraide degradiert. Die Vorgesetzten glauben nach Rücksprache mit Experten, dass es sich bei dem Signal um eine Drohne gehandelt habe. Chanteraide geht das Signal jedoch nicht mehr aus dem Kopf, und, nachdem er unerlaubt ins Archiv eingedrungen ist, findet er dort heraus, dass es sich um das Signal des sowjetischen U-Boots Timour III gehandelt hatte, das als verschrottet gemeldet und daher von den Franzosen bereits aus den Unterlagen genommen worden war. Andere Länder bestätigen diese Einschätzung und Chanteraide wird begnadigt. Er hat währenddessen eine Liebesbeziehung mit der Bibliothekarin Diane begonnen, die ihm bei der Beschaffung von Fachliteratur behilflich war. Unterdessen verschärft sich der Konflikt mit Russland weiter, das die autonomen, zu Finnland gehörenden Ålandinseln besetzt. Daher entscheidet Frankreich, Teile seiner Armee zum Schutz zu schicken. Dazu gehören auch die Titane, nun unter der Leitung von Kommandant D’Orsi, bisher stellvertretender Kommandant der Titane, und die Effroyable, ein U-Boot mit ballistischen Raketen, nun unter der Leitung von Grandchamp. Grandchamp entscheidet sich, Chanteraide in sein Team zu holen. Chanteraide besteht die Aufnahmetests, doch werden in seinem Urin Restspuren von Cannabis gefunden, sodass er kurz vor dem Einsatz für untauglich erklärt wird und Grandchamp ihn an Land zurücklässt.
Kurz nach dem Ablegen der U-Boote wird an Land Alarm ausgelöst: Die Timour III hat in der Beringsee eine R-30-Atomrakete abgefeuert, die in Frankreich einschlagen wird. Ein (einziger) Abfangversuch der französischen Armee scheitert, Russland dementiert seine Beteiligung. Während der französische Präsident dennoch einen Gegenschlag gegen Russland anordnet, den die Effroyable durchführen soll, hört sich Chanteraide das Abschussgeräusch der Rakete genauer an: Er erkennt daran, dass die Rakete zu leicht ist, und schließt daraus, dass sie vermutlich ohne Sprengköpfe abgefeuert wurde. Es stellt sich heraus, dass die Timour III seit geraumer Zeit im Besitz von Dschihadisten ist, die einen nuklearen Krieg provozieren wollen. Der Präsident widerruft den Befehl zum Gegenschlag, doch ist die Effroyable bereits abgetaucht und hat entsprechend den Vorschriften sämtlichen Funkverkehr eingestellt. Auch Widerrufe wird sie nicht zur Kenntnis nehmen, da jegliche Intervention laut Vorschrift als feindgesteuert anzusehen ist. Der Präsident gibt den Befehl, Grandchamp und die Effroyable zu eliminieren. Um das U-Boot aufzuspüren, wird Chanteraide gemeinsam mit dem ALFOST (Amiral commandant la Force Océanique Stratégique, deutsch Kommandierender Admiral der strategischen Seestreitkräfte), von einem Hubschrauber auf die Titane abgeseilt.
Die R-30 schlägt im Wald von Compiègne ein, ohne Schaden zu verursachen. Die Titane verfolgt die Spur der Effroyable, findet sie an einem hochliegenden Punkt und versucht, Funkkontakt aufzunehmen. Grandchamp verweigert jedoch gemäß Vorschrift die Kommunikation. Auf Anweisung des Admirals bereitet die Titane den Angriff auf die Effroyable vor. D’Orsi versucht, seinen ehemaligen Vorgesetzten Grandchamp und dessen Besatzung zu retten und schwimmt per Tauchscooter zur Effroyable. Die Männer an Bord ordnen ihn als Kampfschwimmer sowie die Titane daher als feindlich ein und schießen einen Torpedo ab. D’Orsi stirbt durch das Ausstoßen des Torpedos, die Titane wird getroffen. Als die Effroyable eine ihrer Ballistikraketen für den Angriff auf Russland in Stellung bringt, kann Chanteraide sie erneut orten. Der Admiral ordnet einen Torpedoabschuss an, die Effroyable erwidert diesen Angriff ihrerseits mit einem weiteren Torpedo. Beide U-Boote werden getroffen. Auf der Titane, die zu sinken beginnt, haben nur der Admiral und Chanteraide überlebt. In einem letzten Funkspruch bittet letzterer Grandchamp, die Rakete nicht abzufeuern. Grandchamp entfernt im letzten Augenblick die Platine mit der Abschusselektronik aus dem Feuerleitcomputer, bevor er durch den wegen des Treffers entstandenen Sauerstoffverlust erstickt. Der Admiral überlässt Chanteraide die einzige Rettungsschwimmweste an Bord, die ihn an die Wasseroberfläche bringt. Beim raschen Aufstieg platzen Chanteraides Trommelfelle; per Leuchtsignal kann er auf sich aufmerksam machen und wird gerettet. Wenig später nimmt er an einer Trauerfeier auf dem Deck der Effroyable für die verstorbenen Seeleute teil. Der Film endet mit einem liebevollen Wiedersehen mit Diane.

## Produktion
The Wolf’s Call – Entscheidung in der Tiefe ist das Regiedebüt von Antonin Baudry, der zuvor als Drehbuchautor in Erscheinung getreten war. Die Dreharbeiten fanden ab Juli 2017 unter anderem auf dem Militärhafen Toulon, der Marinebasis Brest sowie dem Stützpunkt der Marineflieger in Hyères statt, wobei einige der Soldaten vor Ort auch als Statisten im Film auftraten. Weitere Drehorte waren die Halbinsel Giens und die Île du Levant. Die Dreharbeiten nahmen rund 12 Wochen in Anspruch. Die Kostüme schuf Mimi Lempicka, die Filmbauten stammen von Benoît Barouh.
The Wolf’s Call – Entscheidung in der Tiefe hatte am 17. Januar 2019 seine Pariser Premiere und kam am 20. Februar 2019 in die französischen Kinos. In Deutschland wurde der Film am 7. November 2019 auf DVD und Blu-ray veröffentlicht.

## Synchronisation
Die deutsche Synchronisation übernahm die Tele München Gruppe. Die Dialogregie führte Marc Boettcher.
| Rolle                 | Darsteller          | Synchronsprecher          |
| --------------------- | ------------------- | ------------------------- |
| Chanteraide           | François Civil      | Jannik Endemann           |
| D’Orsi                | Omar Sy             | Sascha Rotermund          |
| Admiral FOST          | Mathieu Kassovitz   | Peter Flechtner           |
| Kommandant CIRA       | Jean-Yves Berteloot | Thomas Nero Wolff         |
| Navigator             | Damien Bonnard      | Karlo Hackenberger        |
| Capitaine de Vaisseau | Stéfan Godin        | Matthias Klages           |
| Funker                | Sébastien Libessart | Thomas Schmuckert         |
| Karadec               | Paul Lorient        | Matthias Klie             |
| Staffelchef           | Guillaume Clement   | Sebastian Christoph Jacob |

## Rezeption

### Kritiken
Die Rezensionssammlung Rotten Tomatoes listet 13 Kritiken, die zu 85 Prozent positiv ausfallen. Die Durchschnittsbewertung liegt bei 6,1 von 10 Punkten.

### Auszeichnungen
The Wolf’s Call – Entscheidung in der Tiefe gewann 2020 den César in der Kategorie Bester Ton. In den Kategorien Bestes Erstlingswerk und Bestes Szenenbild war der Film für weitere Césars nominiert.